# 프랑스 저널리즘의 역사

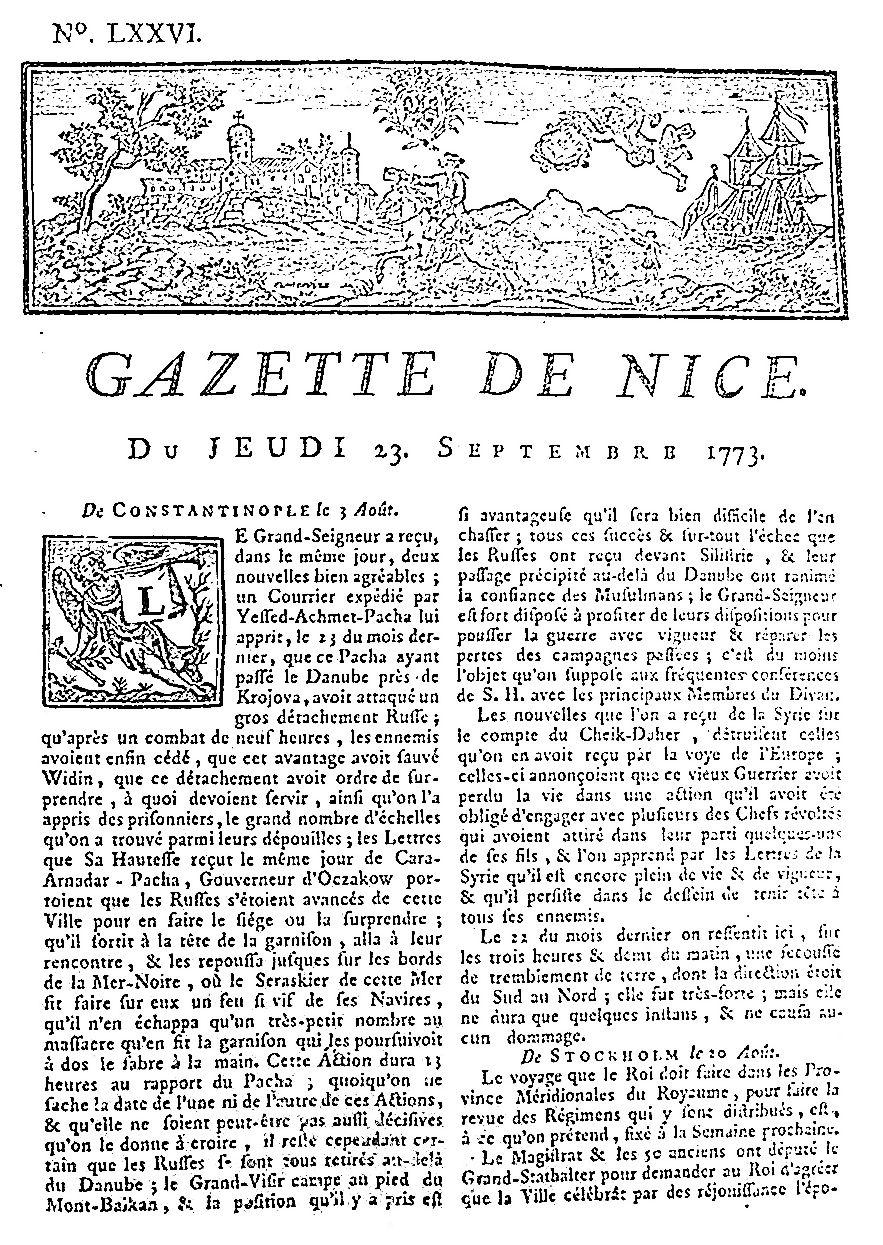

이 문서는 프랑스 저널리즘의 역사에 관한 내용이다. 신문은 17세기부터 프랑스 정치, 경제, 사회에서 주요한 역할을 해왔다.

## 1789~1815: 혁명 시대

### 혁명 이전과 초기 혁명
인쇄 매체는 군주제와 구체제에 대한 대중의 여론 형성에 중요한 역할을 했다. 구체제 하에서 프랑스에는 소수의 검열이 심한 신문들이 있었고, 이들은 운영을 위해 왕실 면허가 필요했다. 면허가 없는 신문들은 지하에서 운영해야 했다. 간략한 공개 의견 팸플릿과 일간지는 사람들에게 간접적으로 영향을 미치기 위해 면밀히 검토되고 편집되었으며, 심지어 이러한 선전을 위한 작가들도 고용했다. 삼부회가 소집되면서 급진 공화주의 언론은 극적인 확산을 경험했다. "그 달 [1789년 5월]에는 백 개 이상의 팸플릿이 등장했으며... 6월에는 그 수가 300개로 증가했다." 1789년에서 1799년 사이에 1,300개 이상의 새로운 신문이 등장했으며, 팸플릿과 정기 간행물에 대한 큰 수요와 결합하여 비록 단명했지만 언론의 꽃을 피웠다. 공식 규제가 대규모 출판물에서 반대 의견을 억압하려 했지만, 일부 소규모 신문과 잡지는 독자들에게 더 급진적인 내용을 제공했다.
이러한 혁명적 출판물의 인기가 높아지면서 프랑스 인구, 특히 파리 시민들의 정치 활동이 증가했다. 파리 시민들은 커피하우스로 몰려들어 팸플릿과 신문을 읽고 연설가들의 연설을 들었다. 당시 두 가지 중요한 신문은 마라가 운영한 인민의 친구와 로베스피에르가 운영한 헌법의 수호자였다. 두 신문 모두 공화주의적 주장과 반종교적 감정을 제시했지만, 그 결과는 동일한 독자층의 지지를 얻기 위한 직접적인 경쟁이었다.
왕당파 일간 팸플릿인 Ami du Roi의 경우가 그러하다. 이것은 아베 루아요와 그의 영향력 있는 여동생 마담 프레프롱이 제작하고 배포했다. 이 팸플릿은 1790년 9월 1일에 시작되었으며 가장 널리 읽힌 우익 저널 중 하나였다. 짧은 발행 후, 이 신문은 1792년 5월에 의회에서 성직자기본법을 비난하는 뉴스 속보를 이유로 비난을 받았다. 이는 불과 1년 전인 7월에 마르스 광장 (파리)에서 수많은 시위자들이 불법적으로 서명을 모으다가 국민위병과 훔친 무기로 저항하여 50명이 사망한 사건 이후 특히 선동적이었다. 자유주의 및 보수 출판물은 함께 주요 통신 매체가 되었다. 신문은 선술집과 클럽에서 소리내어 읽히고 손님들 사이에서 유통되었다.

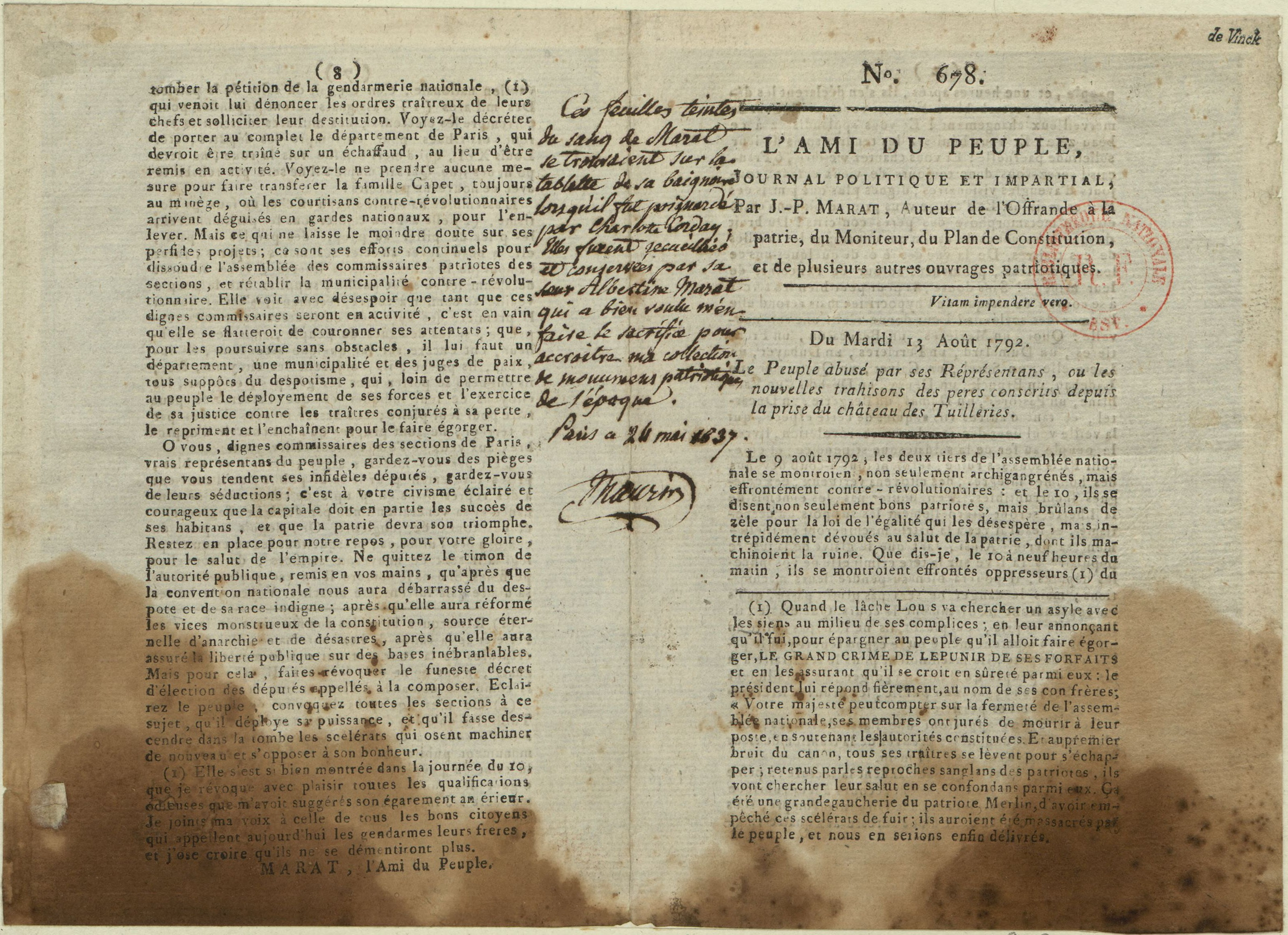
장폴 마라의 피로 얼룩진 L’Ami du peuple 복사본

### 공포 정치
프랑스 총재정부의 보수 시대인 1794년부터 1799년까지 신문의 중요성은 급격히 감소했다. 인간과 시민의 권리선언은 언론의 자유를 허용했지만, 정부가 언론 남용을 억압할 수 있도록 허용했다. 이는 정부가 “언론 남용”을 자의적으로 정의하고 혁명 중에 발생한 심한 검열을 정당화할 수 있게 했다. 공포 정치의 절정기에는 정부의 언론 검열이 구체제보다 더 엄격하여, 정부 정책이나 이상과 일치하지 않는 수백 개의 신문과 소책자를 검열했다. 신문들은 검열이나 금지를 피하기 위해 자주 이름을 바꾸었고, 이 시기에 자크 피에르 브리소와 카미유 데물랭을 포함한 여러 언론인들이 단두대에서 처형되었다.

### 나폴레옹 시대

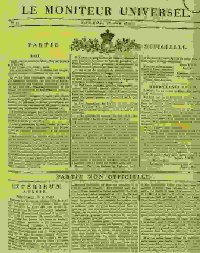

르 모니퇴르 유니베르셀은 입법 토론의 공식 기록으로 사용되었다. 장폴 마라는 1793년 암살당하기 전까지 사람들을 불안하게 만든 스캔들과 음모에 대한 공격으로 강력한 L'Ami du peuple을 통해 막대한 영향력을 얻었다. 마라 외에도 막시밀리앙 드 로베스피에르와 자크 에베르를 포함한 수많은 중요한 정치인들이 언론을 통해 부상했다. 1789년에는 언론에 대한 모든 제한이 제거되었고, 1793년까지 파리에서만 150개를 포함하여 400개 이상의 신문이 창간되었다. 1794년부터 1799년까지 총재정부의 보수 시대 동안 신문의 중요성은 급격히 감소했다. 1799년 나폴레옹이 권력을 잡았을 때는 파리에 72개의 신문만 남아 있었고, 그는 곧 13개만 남기고 모두 폐쇄했다. 1811년, 그는 마지막 조치를 취했다. 파리에는 4개의 신문만, 다른 각 데파트망에는 1개의 신문만 허용했으며, 이들 모두 엄격하게 검열되었다. 나폴레옹의 부상 전반에 걸쳐 선전이 광범위하게 사용되었음을 인정한다. 나폴레옹은 신문, 예술, 극장, 그리고 그의 유명한 게시판을 포함한 다양한 매체에서 선전을 활용했다. 매체를 활용하여 나폴레옹은 현대 선전의 초기 대가임을 입증했다. 나폴레옹은 대부분의 미디어 콘텐츠를 검열할 뿐만 아니라 자신의 작품을 만들고 출판함으로써 자신의 노력이 충족되도록 했다. 예를 들어, 나폴레옹은 Courrier de l’Armée d’Italie와 La France vue de l’Armée d’Italie라는 두 개의 군사 신문을 소유했다. 이를 통해 나폴레옹은 자신의 군사적 성공과 관련된 선전을 배포하여 프랑스에서 자신의 지지 여론을 움직일 수 있었다. 나폴레옹 통치 하에서 공식 정보 기관은 모니퇴르 (가제트 나시오날, 또는 르 모니퇴르 유니베르살)였는데, 이는 1789년에 메르퀴르와 동일한 일반 관리 하에 설립되었다. 두 신문 모두 기득권 메시지의 원천이었고 기득권층 독자를 위해 쓰였으며, 모니퇴르는 프랑스 의회의 다수 의견을, 메르퀴르는 소수 의견을 대표했다.

## 1815~1871
1815년 부르봉가의 복고는 언론의 자유를 허용했다. 1819년 5월에 통과된 세르 법은 19세기 대부분 동안 프랑스의 언론의 자유를 규정하게 되었다. 이 법률 하에서는 검열이 가벼웠지만, 정부에 큰 보증금을 예치해야 하는 요건과 각 복사본에 5상팀의 인지세가 부과되는 등의 제한이 있었다. 소수의 신문이 발행되었으며, 정치 파벌과 밀접하게 연결되어 있었다. 이들은 비쌌고 구독으로만 판매되었으며 소수의 엘리트에게 봉사했다.
19세기 중반인 1815년부터 1880년대에 걸쳐 일련의 기술 혁신이 신문 산업을 혁명화하고 대중 독자층을 위한 저렴한 대량 생산을 가능하게 했다. 전신은 1845년에 도입되었고, 약 1870년에는 이폴리트 오귀스트 마리노니가 개발한 윤전기가 등장했다. 이전에는 출판사들이 비싼 넝마 종이와 느린 수동 나사식 인쇄기를 사용했다. 이제는 훨씬 저렴한 목재 펄프 종이를 고속 인쇄기에 사용했다. 생산 비용은 10분의 1로 줄었다. 1860년대에 철도 시스템이 개통되면서 파리와 모든 외곽 도시 및 지방 간의 신속한 배포가 가능해졌다. 기술 혁명의 결과로 훨씬 더 많은 양의 뉴스가 훨씬 더 빠르고 저렴하게 배포되었다. 1836년 6월 라 프레스는 유료 광고를 지면에 게재한 최초의 프랑스 신문이 되었고, 이를 통해 가격을 낮추고 독자층을 확대하며 수익성을 높일 수 있었다. 다른 신문들도 곧 이 공식을 모방했다.
1848년 혁명은 많은 단명 신문을 탄생시켰다. 그러나 언론의 자유는 1851년 나폴레옹 3세의 제2제정 아래서 사라졌다. 대부분의 신문이 탄압되었고, 각 정당은 하나의 신문만 허용되었다. 검열의 엄격함은 1860년대에 완화되었지만, 프랑스 제3공화국이 시작된 1871년까지 끝나지 않았다.
1843년에 창간되어 격주로 발행된 르 코레스퐁당은 자유주의 가톨릭 의견을 표명하고 프랑스의 자유 회복을 촉구했으며, 증가하는 반교권주의에 저항하고 보수 가톨릭 경쟁 신문인 L'Univers와 싸웠다. 이 신문은 정부 검열관들과 충돌했다. 1848년에 편집자들은 "정부에 대한 증오와 경멸을 선동한" 혐의로 유죄 판결을 받았다. 이 신문은 많은 지지자들을 가졌고 황제는 사면령을 내렸다. 1861년에 당국은 리옹 대학의 한 교수가 쓴 불쾌한 기사 때문에 해고를 강요했다. 발행 부수는 1861년에 3,290부, 1868년에 5,000부, 1869년에 4,500부였다.
에밀 드 지라르댕 (1806–1881)은 이 시대 가장 성공적이고 화려한 언론인이었으며, 대중 언론을 통한 대중 교육의 promoter로서 자신을 내세웠다. 그의 잡지는 십만 명이 넘는 구독자를 확보했고, 그의 저렴한 일간 신문 라 프레스는 저렴한 제작비와 많은 광고 덕분에 경쟁사보다 절반 가격에 판매되었다. 대부분의 저명한 언론인들처럼 지라르댕은 정치에 깊이 관여했으며, 의회에서 활동했다. 그는 뼈아픈 실망 속에 높은 관직을 얻지 못했다. 그는 뛰어난 논객이자 논쟁의 대가였으며, 독자의 주의를 즉시 사로잡는 날카로운 짧은 문장을 사용했다.

## 현대 프랑스: 1871~1918

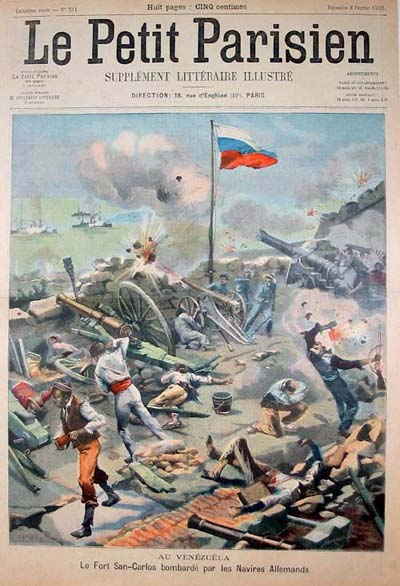
1903년 1월, 삽화 문학 보충판. 저렴한 8페이지짜리 컬러 보충판은 표지에서 세계 정세와 국내 정치를 다루었지만, 재앙적인 난파선, 광산 재해, 폭동 등 더 끔찍하거나 가십적인 내용에 특화되어 있었다.

새로운 제3공화국, 1871년부터 1914년은 프랑스 언론의 황금기였다. 신문은 저렴하고, 활기차고, 검열되지 않았으며, 어디에나 존재했고, 정치 생활의 모든 면을 반영했다. 일간지 총 발행 부수는 1860년에 15만 부에 불과했다. 1870년에는 100만 부에 달했고, 1910년에는 500만 부에 달했다. 1914년 파리에서는 80개의 일간 신문이 발행되었다. 르 탕은 진지한 기록지였다. 온건파는 추가적으로 르 피가로를 읽었다. 가톨릭 신자들은 라 크루아를 따랐다. 민족주의자들은 L'Intransigeant를 읽었다. 사회주의자들 (그리고 1920년 이후 공산주의자들)은 "L'Humanité"의 지시를 따랐다. 이들보다 훨씬 더 인기가 많고, 정치성이 훨씬 덜하며, 전국적으로 백만 부 이상 발행된 것은 르 프티 주르날, 르 마탕, 르 프티 파리지앵이었다. 제1차 세계 대전의 강력한 검열, 언론인 징집, 그리고 뉴스 용지의 심각한 부족은 모든 신문의 규모, 범위, 품질을 극적으로 약화시켰다.

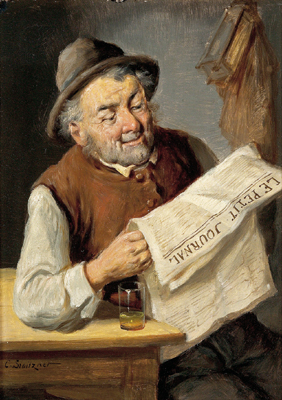
가장 인기 있는 신문인 르 프티 주르날

광고는 빠르게 성장하여 단일 판매보다 더 수익성이 좋은 안정적인 재정 기반을 제공했다. 1881년의 새로운 자유 언론법은 한 세기 동안 전형적이었던 제한적인 관행을 포기했다. 새로운 유형의 인기 신문, 특히 르 프티 주르날은 딱딱한 뉴스보다는 다양한 오락과 가십에 더 관심 있는 독자층에 도달했다. 이 신문은 파리 시장의 4분의 1을 장악했으며, 다른 신문들에게 가격을 낮추도록 강요했다. 1884년에는 컬러 삽화를 처음으로 특징으로 하는 주간 일요판인 Supplément illustré를 추가했다. 1887년에는 일일 발행 부수가 95만 부에 달하여 전 세계 모든 신문 중 가장 높았다. 1914년에는 프랑스 전역에서 하루 150만 부를 판매했다. 대부분의 프랑스인들은 농촌 지역에 살았고 전통적으로 신문에 대한 접근이 최소한이었다. 삽화가 있는 인기 신문은 재미있고 다채로운 소식을 위한 농촌 기회를 혁명화했으며, 전통적인 농민들을 프랑스인으로 현대화하는 데 기여했다.
주요 일간지들은 자체 기자들을 고용하여 속보를 놓고 경쟁했다. 모든 신문은 기자 네트워크와 로이터와의 계약을 통해 세계 서비스를 제공하는 전신 뉴스 서비스인 아장스 아바스(현재 프랑스 통신사)에 의존했다. 진지한 옛 신문들은 진지한 정치 문제에 집중했기 때문에 충성스러운 고객들을 유지했다.
로마 가톨릭 성모승천회는 전국 신문 라 크루아를 통해 압력 단체 매체를 혁명화했다. 이 신문은 전통적인 가톨릭을 강력하게 옹호하는 동시에 최신 기술과 유통 시스템을 혁신하고, 지역적 취향에 맞춘 지역판을 발행했다. 세속주의자들과 공화주의자들은 이 신문을 최대의 적으로 인식했으며, 특히 드레퓌스 사건에서 드레퓌스를 반역자로 공격하고 반유대주의를 선동하는 데 주도적인 역할을 했다. 드레퓌스가 사면되자, 1900년 급진 정부는 성모승천회 전체와 그 신문을 폐쇄했다.

### 부패
기업과 은행은 특정 신문에 은밀히 돈을 지불하여 특정 금융 이익을 증진하고 가능한 부적절한 행위를 숨기거나 덮으려 했다. 출판사들은 상업 제품에 대한 뉴스 기사의 호의적인 기사를 대가로 돈을 받았다. 때로는 신문이 사업에 대해 불리한 정보를 출판하겠다고 협박하여 사업이 즉시 신문에 광고를 시작하지 않으면 불리한 정보를 출판하겠다고 위협하기도 했다. 외국 정부, 특히 러시아와 터키는 파리에서 판매하는 채권에 대한 호의적인 보도를 보장하기 위해 연간 수십만 프랑을 언론에 은밀히 지불했다. 1905년 혁명이나 일본과의 전쟁 중처럼 러시아에 대한 실제 소식이 나쁠 때는 뇌물로 지급하는 금액을 수백만 프랑으로 늘렸다. 파리의 각 부처는 비밀리에 돈을 지불하고 이야기를 제공하는 기자 그룹을 가지고 있었다. 세계 대전 중에는 신문이 전쟁 노력을 위한 선전 기관이 되었고, 비판적인 논평은 거의 없었다. 언론은 연합군의 업적을 거의 보도하지 않았다. 대신 모든 좋은 소식을 프랑스군에게 돌렸다. 한마디로 신문은 진실의 독립적인 옹호자가 아니라, 특수 이익과 외국 정부를 위한 비밀스러운 유료 광고였다.

### 1914년 이후의 침체
지역 신문들은 1900년 이후 번성했다. 그러나 파리 신문들은 전쟁 후 대체로 침체되었고, 발행 부수는 1910년의 500만 부에서 하루 600만 부로 조금 증가했다. 전후 가장 성공적인 사례는 파리 수아르였는데, 정치적 의제가 전혀 없었고 발행 부수를 늘리기 위한 선정적인 보도와 위신을 높이기 위한 진지한 기사를 혼합하여 제공하는 데 전념했다. 1939년에는 발행 부수가 170만 부를 넘어, 가장 가까운 경쟁사인 타블로이드 르 프티 파리지앵의 두 배에 달했다. 일간지 외에도 파리 수아르는 매우 성공적인 여성 잡지 마리클레르를 후원했다. 또 다른 잡지인 파리 마치는 미국 잡지 라이프의 포토저널리즘을 본떴다.
존 건터는 1940년에 파리의 100개가 넘는 일간지 중 두 개(L'Humanité와 악시옹 프랑세즈의 출판물)만이 정직했다고 썼다. "다른 대부분의 신문들은 위에서 아래까지 뉴스 칼럼을 팔았다." 그는 Bec et Ongles가 프랑스 정부, 독일 정부, 그리고 알렉상드르 스타비스키로부터 동시에 보조금을 받았으며, 이탈리아가 1935년에 프랑스 신문들에게 6,500만 프랑을 지불했다고 주장했다고 보도했다. 1930년대 프랑스는 민주 사회였지만, 국민들은 외교 정책의 중요한 문제에 대해 알지 못했다. 정부는 이탈리아와 특히 나치 독일에 대한 침략에 대한 정부의 유화정책을 지지하는 선전을 퍼뜨리기 위해 모든 언론을 엄격하게 통제했다. 253개의 일간지가 있었는데, 모두 개별적으로 소유되었다. 파리에 기반을 둔 5대 주요 국영 신문은 모두 특수 이익 집단, 특히 유화정책을 지지하는 우익 정치 및 사업 이익 집단의 통제를 받았다. 이들 모두 부패하여 다양한 특수 이익 집단의 정책을 홍보하기 위해 막대한 비밀 보조금을 받았다. 많은 주요 언론인들은 비밀리에 정부 급여를 받고 있었다. 지역 및 지방 신문들은 정부 광고에 크게 의존했으며 파리에 맞게 뉴스와 사설을 발행했다. 대부분의 국제 뉴스는 정부가 크게 통제하는 아바스 통신사를 통해 배포되었다.

## 라디오
대체 뉴스 소스 역시 엄격하게 통제되었다. 라디오는 잠재적으로 강력한 새로운 매체였지만, 프랑스는 라디오 수신기 소유 면에서 상당히 뒤처져 있었고, 정부는 매우 엄격한 통제를 부과했다. 1938년 이후, 방송국들은 하루의 모든 뉴스를 다루기 위해 각각 7분짜리 세 번의 짧은 일일 속보만 허용되었다. 총리실은 방송될 뉴스 항목을 면밀히 감독했다. 뉴스 영화는 엄격하게 검열되었으며, 논란의 여지가 없지만 매력적인 연예인, 영화 시사회, 스포츠 행사, 고급 패션, 새로운 자동차, 공식 행사를 특징으로 하도록 지시받았다. 영화도 마찬가지로 검열되었으며, 프랑스인들이 항상 자유와 정의를 사랑하고 잔인하고 야만적인 독일인들과 싸운다는 고정관념을 강화하도록 장려되었다. 정부는 군사적 미덕과 프랑스 제국을 찬양하는 영화에 보조금을 지급했다. 목표는 여론을 진정시키고, 국가 정부의 정책에 방해가 되지 않도록 거의 아무것도 제공하지 않는 것이었다. 1938년 뮌헨 위기와 같은 심각한 위기가 발생했을 때, 사람들은 무슨 일이 일어나고 있는지 혼란스럽고 당혹스러워했다. 1939년 전쟁이 발발했을 때, 프랑스인들은 문제에 대한 이해가 거의 없었고, 정확한 정보도 거의 없었다. 그들은 정부를 의심하고 불신했으며, 그 결과 독일과의 전쟁에 직면한 프랑스의 사기는 제대로 준비되지 않았다.

## 1940년 이후
제2차 세계 대전 동안 언론은 심하게 검열되었다. 파리 신문들은 협력자들에 의해 독일의 엄격한 감독을 받았고, 다른 신문들은 폐쇄되었다. 1944년, 자유 프랑스는 파리를 해방하고 모든 협력주의 신문들을 장악했다. 그들은 인쇄기와 운영을 새로운 편집자 및 출판사 팀에게 넘겨주고 재정적 지원을 제공했다. 그 결과, 이전에 명망 높았던 르 탕은 새로운 일간지인 르 몽드로 대체되었다.
1944년부터 1958년까지의 제4공화국 동안, 르 피가로는 사실상 외무부의 공식 기관이었다. 프랑스 라디오와 텔레비전은 정부 소유였으며 엄격한 감독을 받았다. 제5공화국 하에서도 라디오와 텔레비전은 국가 정부의 엄격한 통제하에 있었다. 신문은 국제 문제에 대한 제한된 뉴스만을 제공했으며, 정부 결정에 거의 영향을 미치지 않았다.
21세기 초, 가장 많이 팔린 일간지는 47개의 지역판을 가진 지역 신문 Ouest-France였으며, 그 다음으로 리옹의 Le Progres, 릴의 라 부아 뒤 노르, 마르세유의 프로방살이 뒤를 이었다. 파리에서는 공산주의자들이 l'Humanité를 발행했고, 르 몽드와 르 피가로는 르 파리지앵, L'Aurore 그리고 좌파 성향의 리베라시옹과 같은 지역 경쟁 신문들을 가지고 있었다.

## 같이 보기
- 언론의 역사 § 프랑스
- 프랑스의 신문 목록
- 잡지 § 프랑스
- 프랑스의 미디어
- Office de Radiodiffusion Télévision Française, 라디오 및 TV

## 추가 자료

### 1945년 이전
- Blackburn, George M. "Paris Newspapers and the American Civil War." Illinois Historical Journal (1991) pp. 177–193. in JSTOR
- Botein Stephen, Jack R. Censer and Ritvo Harriet. "The Periodical Press in Eighteenth-Century English and French Society: A Cross-Cultural Approach", Comparative Studies in Society and History, 23 (1981), pp. 464–90.
- Censer, Jack Richard, and Jeremy D. Popkin, eds. Press and politics in pre-revolutionary France (U of California Press, 1987)
- Chalaby, Jean K. "Journalism as an Anglo-American Invention A Comparison of the Development of French and Anglo-American Journalism, 1830s-1920s." European Journal of Communication (1996) 11#3 pp. 303–26.
- Chalaby, Jean K. "Twenty years of contrast: The French and British press during the inter-war period." European Journal of Sociology 37.01 (1996): 143–159. 1919–39
- Chambure, A. de (1914). 《A travers la presse》 (프랑스어). Paris: Fert, Albouy & cie.
- Collins, Ross F. "'Cossacks Marching to Berlin!': A New Look at French Journalism during the First World War." American Journalism 18 (Fall 2001), pp. 29–44.
- Collins, Irene. The government and the newspaper press in France, 1814–1881 (Oxford University Press, 1959)
- Collins, Ross F. "Newspapers of the French Left in Provence and Bas-Languedoc during the First World War," (PhD dissertation, University of Cambridge, 1992) online
- Collins, Ross F. "The Business of Journalism in Provincial France during World War I." Journalism History 27 (2001), 112–121.
- Collins, Ross F., and E. M. Palmegiano, eds. The Rise of Western Journalism 1815–1914: Essays on the Press in Australia, Canada, France, Germany, Great Britain and the United States (2007), Chapter on France by Ross Collins
- Cragin, Thomas J. "The Failings of Popular News Censorship in Nineteenth-Century France." Book History 4.1 (2001) pp. 49–80. online
- Darnton, Robert, and Daniel Roche, eds. Revolution in print: the press in France, 1775–1800 (University of California Press, 1989) online
- Edelstein, Melvin. "La Feuille villageoise, the Revolutionary Press, and the Question of Rural Political Participation." French Historical Studies (1971): 175–203. in JSTOR
- Eisenstein, Elizabeth L. Grub Street Abroad: Aspects of the French Cosmopolitan Press from the Age of Louis XIV to the French Revolution (1992)
- Freiberg, J. W. The French press: class, state, and ideology (Praeger Publishers, 1981)
- Goldstein, Robert Justin. "Fighting French Censorship, 1815–1881." French Review (1998): 785–96. in JSTOR
- Gough, Hugh. The Newspaper Press in the French Revolution (Routledge, 1988)
- Grimont, Ferdinand (1835). 《Manuel-annuaire de l'imprimerie, de la librairie et de la presse》 (프랑스어). Paris: P. Jannet.
- Harris, Bob. Politics and the Rise of the Press: Britain and France 1620–1800 (Routledge, 2008)
- Isser, Natalie. The Second Empire and the Press: A Study of Government-Inspired Brochures on French Foreign Policy in Their Propaganda Milieu (Springer, 1974)
- Kerr, David S. Caricature and French Political Culture 1830–1848: Charles Philipon and the Illustrated Press (Oxford University Press, 2000)
- de la Motte, Dean, and Jeannene M. Przyblyski, eds. Making the News: Modernity and the Mass Press in Nineteenth-Century France (1999). essays by scholars from several disciplines online
- Olson, Kenneth E. The history makers: The press of Europe from its beginnings through 1965 (LSU Press, 1966), pp. 167–93, 438-39
- Pettegree, Andrew. The invention of news: How the world came to know about itself (Yale UP, 2014).
- Popkin, Jeremy D. "The Press and the French revolution after two hundred years." French Historical Studies (1990): 664–83 in JSTOR
- Sterling, Christopher H., ed. Encyclopedia of Journalism (6 vol. 2009) table of contents
- Thogmartin, Clyde. The national daily press of France (Birmingham Alabama: Summa Publications, Inc., 1998), 370pp; Comprehensive scholarly history
- Trinkle, Dennis A. The Napoleonic press: the public sphere and oppositionary journalism (Edwin Mellen Pr, 2002)
- Weigle, Clifford. "The Paris Press from 1920 to 1940" Journalism Quarterly (1941) pp. 376–84.
- Weigle, Clifford. "The Rise and Fall of the Havas News Agency" Journalism Quarterly (1942) pp. 277–86
- Williams, Roger Lawrence. Henri Rochefort, prince of the gutter press (Scribner, 1966)
- Zeldin, Theodore France: 1848-1945 (1977) vol 2. ch 11, "Newspapers and corruption" pp. 492–573
- Zerner, Elisabeth H. "Rumors in Paris Newspapers," Public Opinion Quarterly (1946) 10#3 pp. 382–91 in JSTOR In summer 1945

### 최근 역사
- Andress, David. "17 July 1791: Massacre and Consternation." In Massacre at the Champ De Mars: Popular Dissent and Political Culture in the French Revolution, 174–90. Boydell and Brewer, 2000. https://www.jstor.org/stable/10.7722/j.ctt81s7q.13.*
- Popkin, Jeremy D. 2015. A Short History of the French Revolution. Sixth ed. London and New York: Routledge.
- Palmer, R. R. 1989. The Twelve Who Ruled; The Year Of Terror in the French Revolution. Bicentennial ed. Princeton and Oxford: Princeton University Press.
- Albert, Pierre. La Presse Française [The French Press]. (Paris: La documentation française 2004).
- Benson, Rodney, and Daniel Hallin. "How States, Markets and Globalization Shape the News: The French and US National Press, 1965–97." European Journal of Communication (2007) 22#1 27–48.
- Benson, Rodney, et al. "Media Systems Online and Off: Comparing the Form of News in the United States, Denmark and France." Journal of Communication (2012) 62#1: 21–38
- Chalaby, Jean K. The de Gaulle presidency and the media: statism and public communications (Basingstoke: Palgrave Macmillan, 2002).
- Delporte, Christian. "Sarkozy and the Media." Contemporary French and Francophone Studies 16.3 (2012): 299–310.
- Eisendrath, Charles R. "Politics and Journalism--French Connection." Columbia Journalism Review 18.1 (1979): 58–61.
- Esser, Frank, and Andrea Umbricht. "Competing models of journalism? Political affairs coverage in US, British, German, Swiss, French and Italian newspapers." Journalism 14#8 (2013): 989–1007.
- Kuhn, Raymond (2006). 《The Media in France》. Routledge. ISBN 9781134980536., wide-ranging survey; bibliography (mostly in French) pp. 169–79. excerpt.
- Kuhn, Raymond. "What's so French about French Political Journalism." in Kuhn, Raymond, and Rasmus Kleis Nielsen, eds. Political Journalism in Transition. Western Europe in a Comparative Perspective (2014): 27–46.
- Powers, Matthew, and Rodney Benson. "Is the internet homogenizing or diversifying the news? External pluralism in the US, Danish, and French press." International Journal of Press/Politics 19#2 (2014): 246–265. online
- Sterling, Christopher H., ed. Encyclopedia of Journalism (6 vol. 2009) table of contents
- Thogmartin, Clyde (1998). 《The National Daily Press of France》. Summa Publications. ISBN 9781883479206., 370pp; comprehensive scholarly history